# Reconstrucción ideal de una ceremonia prehispánica
Reconstrucción ideal de una ceremonia prehispánica es una pintura de Jean-Frédéric Maximilien de Waldeck creada entre 1826 y 1836, mientras el pintor vivía en México.
El primer plano de la obra representa un sacrificio gladiatorio entre dos guerreros sobre un Temalácatl en una explanada frente a un templo prehispánico mientras son observados por dos cortes ataviadas como guerreros. Al fondo se aprecian el Popocatépetl y el Iztaccíhuatl.